# Сент Пол (Канзас)
Сент Пол (енгл. St. Paul) град је у америчкој савезној држави Канзас.

## Демографија
По попису из 2010. године број становника је 629, што је 17 (-2,6%) становника мање него 2000. године.
| Група             | 2000.       | 2010.       |
| Белци             | 623 (96,4%) | 611 (97,1%) |
| Афроамериканци    | 1 (0,2%)    | 0 (0,0%)    |
| Азијати           | 4 (0,6%)    | 2 (0,3%)    |
| Хиспаноамериканци | 15 (2,3%)   | 8 (1,3%)    |
| Укупно            | 646         | 629         |